# Castillo de Mujal
El Castillo de Mujal es un edificio del municipio de Navás (Bages) en la provincia de Barcelona declarado Bien Cultural de Interés Nacional.

## Descripción
Se ubica al suroeste del núcleo urbano, encima de una pequeña colina en el lugar de Mujal. El edificio actual se corresponde a una estructura de casa fuerte, de planta cuadrada, que tendría la base bajomedieval con reparaciones de época moderna y contemporánea.
El tejado es a doble vertiente y cumbrera paralela a la fachada principal. Está hecha con sillares de piedra, r los ángulos están más bien cortados. La puerta es de arco de medio punto con grandes dovelas de piedra. El aspecto del aparato cambia en la parte superior del edificio, aquí es de factura más irregular. Las aberturas en un principio debían ser pequeñas, actualmente son de gran tamaño y de distribución caótica en la fachada —las de la parte superior han sido parcialmente tapiadas—. Las ventanas y balcones que hay actualmente son de época moderna y contemporánea. Destaca la ventana que hay justo encima de la puerta por el guardapolvo que la enmarca. Junto a la casa había un cobertizo destinado a guardar los utensilios para trabajar el campo.
Posiblemente el edificio aprovecharía parte de alguno de los muros de cierre medievales.

## Historia
El Mujal -también llamado «el Mojal» y «el Mujalt», sufrió grandes trastornos el siglo XIX , por cuanto —según Llorens y Solé— «es memorable la salida del 10 de agosto de 1822 en la que la milicia nacional de Cardona quemó las casas de campo de sus alrededores, habiendo sido una de las más castigadas la de El Mujal».
El edificio que ha llegado hasta nuestros días muestra desigualdades constructivas, según épocas distintas; sin embargo, conserva un porte noble de antigüedad, el portal adintelado y algunos otros elementos, como el guardapolvo de la ventana principal.
El castillo de "Muial" fue mencionado la primera mitad del siglo XII, a raíz la muerte del Conde de Cerdaña, Conflent y Bergadá, Bernat Guillem. La herencia pasó al Conde de Barcelona, entonces, Ramon Bernat, hijo de Ermessenda. Este prestó al conde barcelonés, Ramón Berenguer III, la fidelidad por Mujal. Poco tiempo después, en enero de 1135, el mismo Ramón Berenguer hizo el juramento por "Muial" a Ramón Berenguer IV de Barcelona.
En 1358 Bernardus de Turri, civis Minorise nos informa que en la «cuadra de Mugall» hay nueve fuegos. El 1370, los consejeros de Manresa —que tenían la jurisdicción de Castelladral, Súria, Castellar y el Saguer— vendieron la jurisdicción de Santa Cruz de Mujal a Ramón de Peguera. El 1365-1370, las parròquies de Sancta Creu dez Mujal e de Sent Genís de Malasadella sumaban trece fuegos «de ciudadanos».
La familia Peguera, que desde el 1370 tenía la posesión de los términos del Mujal y Maçadella, adquirió la de Castelladral. Fue, pues, durante mucho tiempo, propiedad de la familia Peguera: así, era señor del Mujal Joan de Peguera (muerto en 1437).
En el año 1831, se sabe, que este castillo pertenecía al Barón de Balsareny.